# Інтернет-культура
Інтернет-культура — субкультура мережі інтернет.
Інтернет-субкультури (англ. «cyberculture», «computer culture»), за визначенням дослідника «нових медіа» Лева Мановича — «кіберкультура або комп'ютерна культура» — це культура, яка виникла або виникає через використання комп'ютерних мереж для спілкування, розваги та бізнесу.
Інтернет-культура — це також вивчення різних соціальних явищ, пов'язаних з Інтернетом, та інших нових форм мережевого спілкування, таких як онлайн-спільноти, мережеві ігри, обмін текстовими повідомленнями, і це явище охоплює питання, пов'язані з ідентичністю, приватним життям, та формування мереж.
Розвиток глобальної мережі зумовив і значне розширення сфери соціальної взаємодії окремої людини, і появу ідеї звільнення тіла від зумовленості — можливості зміни ідентичностей, схожої на зміну одягу залежно від ситуації та контексту. Наслідком та одночасно ознакою розвитку інтернету є поява різноманітних віртуальних спільнот як нових типів товариств, які виникають і функціонують в електронному просторі з метою сприяння вирішенню своїх професійних, політичних завдань, задоволення своїх інтересів у мистецтві, дозвіллі тощо. Водночас, фактична неможливість їх масштабності пов'язана з домінуванням індивідуалістських тенденцій у всесвітній мережі.

## Історія виникнення субкультур інтернету
Найпершою (виникла на початку 90-х років ХХ століття) можна вважати субкультуру Фідо (користувачі Фідонету, аматорської комп'ютерної мережі), пізніше виникла субкультура хакерів. Сьогодні найбільш поширеними Інтернет-субкультурами є: геймери, хакери, блогери, тролі.
Починаючи з 1990-х рр., ми спостерігаємо прискорену динаміку розвитку соціальних мереж у віртуальному просторі. Вони активно структуруються, профілюються, збільшується кількість самих мереж і їх учасників. Глобальні соціальні мережі об'єднують сьогодні сотні мільйонів користувачів, незалежно від статі, віку, рівня освіти й національної приналежності.
В інформаційному суспільстві спілкування в мережі Інтернет, у тому числі соціальних мережах та на Інтернет-форумах, стає активною потребою багатьох користувачів інтернету, що дозволяє їм ділитися своїми проблемами, отримувати поради, висловлювати свої думки. Отже, починає формуватися й розвиватися таке явище як Інтернет-субкультура.
Дослідження Інтернет-субкультур пов'язані з політичними, філософськими, соціологічними, психологічними, технічними та технологічними питаннями, які виникають у процесі мережевої взаємодії людей.

## Види інтернет-субкультур
Розглянемо далі деякі з найбільш поширених Інтернет-субкультур.
- Комп'ютерні гравці або геймери. Геймери — це прихильники комп'ютерних ігор, які вбачають в іграх сенс свого життя, тобто ігри є переважною об'єднавчою цінністю цієї спільноти. Найчастіше геймерами стають підлітки. Зазвичай, гра у підлітка забирає весь вільний від навчання час. Найбільш організованим різновидом геймерів є «квакери», прихильники комп'ютерної гри «Quake». Субкультура геймерів зародилася нещодавно. З появою комп'ютерних ігор, а згодом й Інтернету, молодь стала активно спілкуватися в мережі. Комп'ютерні мережеві ігри для них — це можливість спілкуватися в дії: разом з іншими, часто іноземними однолітками виконувати завдання та перемагати ворогів. Існують також і немережеві ігри, що мають розважальне завдання.

- Хакери. Значення слова «хакер» у первинному його розумінні, імовірно, виникло в стінах Массачусетського технологічного університету в 1960-х рр., задовго до того, як комп'ютери стали предметом масового користування. Тоді воно було частиною місцевого сленгу й могло означати просте, але грубе вирішення якої-небудь проблеми. Згідно з функціями, які виконують хакери, їх поділяють на хакерів-дослідників, хакерів-зломлювачів, вандалів, крекерів, вірмейкерів, кібертерористів, санітарів та кардерів, етичних (білих) хакерів.
- Блогери. У класичному розумінні блогером називають будь-яку людину, яка має особистий журнал або щоденник в Інтернеті й час від часу залишає там записи (пости) різного характеру: особисті, рецензійні, новинні, коментарі. Блог — (англ. «web-log») у перекладі саме й означає «мережевий журнал» або «щоденник подій».
- Тролі. Визначення «тролінг» зародилося в Інтернет-мережі на початку 1990-х рр. Якщо раніше зрідка виникали спроби поширювати провокаційні повідомлення в Інтернеті лише заради цікавості, то зараз будь-який знаний форум, сайт, група новин та інше, рано чи пізно зазнає тролінгу. Тролів можна умовно поділити на дві групи: тролі-провокатори та тролі-егоцентристи.[2]
- Чатист. Чатисти — професійні користувачі інтернету, які застосовують чат, як засіб спілкування в інтернеті.[3]